# Zeuxidia sumatrana
Zeuxidia sumatrana är en fjärilsart som beskrevs av Hans Fruhstorfer 1906. Zeuxidia sumatrana ingår i släktet Zeuxidia och familjen praktfjärilar. Inga underarter finns listade i Catalogue of Life.